# Карзинкин, Сергей Иванович
Сергей Иванович Карзинкин (1847—1886) — купец 1-й гильдии, руководил чаеторговой фирмой «Ивана Карзинкина наследник и Ко». С 1879 года состоял членом Попечительского совета Московской глазной больницы, регулярно перечислял средства на лечение больных. Сергей Иванович был записан в дворянское сословие Тульской губернии.

## Биография
Сын Ивана Ивановича Карзинкина, представитель знаменитой династии, Сергей Иванович стал основателем и руководителем чаеторговой фирмы «Ивана Карзинкина наследник и Ко». Сергей Иванович, как и все представители его рода много средств жертвовал на благотворительность. С 1879 года состоял членом Попечительского совета Московской глазной больницы, регулярно перечислял средства на лечение больных. Много усилий Сергей Иванович он приложил к восстановлению деревянной церкви и поддержанию в должном состоянии двух каменных храмов – Троицкого и Успенского. Очень сложны и хлопотны были работы по реставрации деревянной Успенской церкви. Надо было подвести под цоколь каменный фундамент, «вывесить» ее, т.к. она значительно покосилась набок, переменить в ней немало гнилых бревен, ради сохранения здания обшить тесом снаружи, окрасить, покрыть железом, водрузить новый крест и т.д. Внутренний ремонт церкви касался переделки в ней пола, устройства нового престола и жертвенника, реставрации иконостаса, а сверх того надо было снабдить эту церковь утварью… Но и Сергею Ивановичу не суждено было завершить начатые еще его отцом работы, т.к. 30 апреля 1886 года совсем еще молодым (ему было лишь 39 лет) он умер. Похоронили его в усадьбе рядом с Троицким храмом.

## Семья
Был женат на  Юлии Матвеевне урождённой Королёвой (1850 — 1915), которая после скоропостижной смерти мужа осталась с 11 детьми. Не сломленная горем, Юлия Матвеевна успешно продолжила вести семейные дела. У Сергей Ивановича и Юлии Матвеевны был 5 сыновей — Сергей, Иван, Михаил, Пантелеймон и Дионисий; и 6 дочерей — Маргарита, Лидия, Антонина, Екатерина, Варвара и Мария.